# Srnjača
Srnjača - lat. Sarcodon imbricatus jestiva je gljiva iz reda Thelephorales. Klobuk gljive promjera je do 30 cm. S donje mu se strane ne nalaze listići niti rupice, već sitne iglice. Smeđe je boje, pokriven uzdignutim tamno smeđim ljuskama. Raste od srpnja do studenog, najčešće u jelovoj šumi. Raste u Europi i Sjevernoj Americi, te Aziji. Dobra je za sušenje, beru se samo mladi primjerci, dok su stariji gorka okusa.